# Mughiphantes nigromaculatus
Mughiphantes nigromaculatus är en spindelart som först beskrevs av Zhu och Wen 1983.  Mughiphantes nigromaculatus ingår i släktet Mughiphantes och familjen täckvävarspindlar. Inga underarter finns listade i Catalogue of Life.